# Asociación de Escritores Profesionales de Baloncesto
La Asociación de Escritores Profesionales de Baloncesto (PBWA por sus siglas en inglés) es una organización profesional sin fin de lucro para redactores y editores deportivos que escriben acerca del baloncesto profesional, incluyéndose la Asociación Nacional de Baloncesto (NBA por sus siglas en inglés), para periódicos, revistas y sitios web.

## Historia
La idea de una organización profesional como la PBWA (la Asociación de Escritores Profesionales de Baloncesto, por sus siglas en inglés) comenzó a discutirse a principios de la década de 1970. Uno de los motivos fue mejorar las condiciones laborales. Para los escritores de beat de la NBA, la liga no tenía una política específica con respecto al acceso a los vestuarios, prácticas de equipo, jugadores, entrenadores, gerentes generales y otros ejecutivos.
El 18 de enero de 1972, los periodistas deportivos interesados se reunieron formalmente por primera vez para comenzar a organizar lo que luego se convertiría en la Asociación de Escritores de Baloncesto Profesional de América (PBWAA). La reunión se llevó al cabo en el Hotel 'Century Plaza', en Los Ángeles, California durante el fin de semana del NBA All-Star Game. La PBWAA se organizó formalmente un año después, el 23 de enero de 1973 en una reunión en el Hotel O'Hare Hyatt Regency, en Chicago, Illinois.

## Presidentes
Véanse las notas al pie de página 
- 1972–1974 – Joe Gilmartin, Phoenix Gazette
- 1974–1976 – Don Fair, Seattle Post Intelligencer
- 1976–1977 – George Cunningham, Atlanta Constitution
- 1977–1980 – Steve Hersey, Washington Star
- 1980–1982 – George White, Houston Chronicle
- 1982–1983 – Bob Ryan, Boston Globe
- 1983–1985 – Fran Blinebury, Houston Chronicle
- 1985–1987 – Phil Jasner, Philadelphia Daily News
- 1987–1988 – Don Greenberg, Orange County Register
- 1988–1990 – Jan Hubbard, Dallas Morning News
- 1990–1992 – Shaun Powell, Miami Herald
- 1992–1994 – Fred Kerber, New York Post
- 1994–1996 – Mike Kahn, Tacoma News-Tribune
- 1996–1997 – Mike Monroe, Denver Post
- 1997–1999 – Dave D'Alessandro, Newark Star Ledger
- 1999–2005 – Sam Smith, Chicago Tribune
- 2005–2007 – Steve Aschburner, Minneapolis Star Tribune
- 2008 – Rick Bonnell, Charlotte Observer

## Premios celebrados por PBWAA
- Concurso de Mejor Escritura Concurso de Escritura 'El PBWA Blumenthal Conmemorativo', rinde homenaje al mejor trabajo de los miembros de Escritores Profesionales de Baloncesto. Chris Ballard, Kevin Ding, Jason Quick y Marc J. Spears fueron nombrados ganadores del primer lugar en 2015.
- Brian McIntyre Award es un premio de relaciones con la media se otorga cada temporada al personal de relaciones con los medios de la Asociación Nacional de Baloncesto (NBA por sus siglas en inglés) que mejor ejemplifica los estándares de profesionalismo y excelencia dignos de elogio. El personal de relaciones con los medios de los Toronto Raptors ganó este premio en la temporada 2014-2015. El personal de relaciones públicas de los Golden State Warriors fue nombrado ganador de 2013-2014 y el personal de relaciones públicas de los Indiana Pacers fue nombrado ganador del año 2012-2013.
- J. Walter Kennedy Citizenship Award es un premio anual de la Asociación Nacional de Baloncesto (NBA por sus siglas en inglés) que se otorga desde 1975 a un jugador, entrenador o miembro del personal que demuestre "un servicio y dedicación sobresalientes a la comunidad". Temporada de 2015–2016 Wayne Ellington de Brooklyn Nets ganó este premio. Y los ganadores en el pasado fueron Samuel Dalembert (2009-2010), Ron Artest (2010-2011), Pau Gasol (2011-2012), Kenneth Faried (2012-2013), Luol Deng (2013-2014) y Joakim Noah ( 2014-2015).
- El premio Magic Johnson es un premio anual para un jugador de la NBA que reconoce la excelencia en la cancha y la cooperación y dignidad con los medios y el público. En 2016, Stephen Curry fue nombrado ganador. El premio, que se creó en 2001, se ha otorgado a algunos de los jugadores más destacados de la liga a lo largo de los años, incluidos Pau Gasol (2014-2015), Dirk Nowitzki (2013-2014), Kevin Durant (2010-2011), Chris Bosh (2009-2010), Grant Hill (2005-2006) y Ray Allen (2000-2001).[2]
- El premio Rudy Tomjanovich, que se entrega anualmente, reconoce a un entrenador por su cooperación con los medios y los fanáticos, así como por su excelencia en la cancha. El ganador en 2016 fue Dwane Casey de los Toronto Raptors. Steve Kerr de los Golden State Warriors ganó la temporada de 2014–2015 y Frank Vogel de los Indiana Pacers fue elegido por mayoría para la temporada de 2013–2014.